# Atsuto Uchida
Atsuto Uchida (内田 篤人 Uchida Atsuto?, n. 27 martie 1988) este un fotbalist japonez care joacă pentru clubul Union Berlin din 2. Bundesliga.

## Titluri

### Club
Kashima Antlers
- J. League Division 1 (3) : 2007, 2008, 2009
- Cupa Împăratului (1) : 2007
- Supercupa Japoniei (2) : 2009, 2010

FC Schalke 04
- DFB-Pokal (1) : 2010–11
- DFL-Supercup (1) : 2011

### Japonia
- Cupa Asiei AFC (1): 2011

## Legături externe
- Atsuto Uchida pe site-ul FIFA (arhivat)
- Atsuto Uchida pe site-ul National-Football-Teams.com
- de Atsuto Uchida la fussballdaten.de